# Raghurajpur
Raghurajpur est un village artisanal du district de Puri, en Odisha (Inde), connu pour ses maîtres peintres Pattachitra, une forme d'art qui remonte à 5 av. J.-C. dans la région, et les troupes de danse Gotipua, précurseurs de la forme de danse classique indienne.

## Liminaire
Raghurajpur est également connu comme le lieu de naissance des représentants de la danse odissi Padma Vibhushan Guru et Kelucharan Mohapatra, ainsi que du danseur gotipua Padma Shri Guru Maguni Charan Das. C'est également le lieu de naissance de Shilp Guru Jagannath Mahapatra, qui est un éminent artiste de Pattachitra et a apporté une énorme contribution au développement de l'art de Pattachitra et du village de Raghurajpur.
Le village abrite également des objets d'artisanat comme la peinture Tussar, la gravure sur feuille de palmier, la sculpture sur pierre et sur bois, les jouets en bouse de vache, les jouets en papier mâché et les masques.

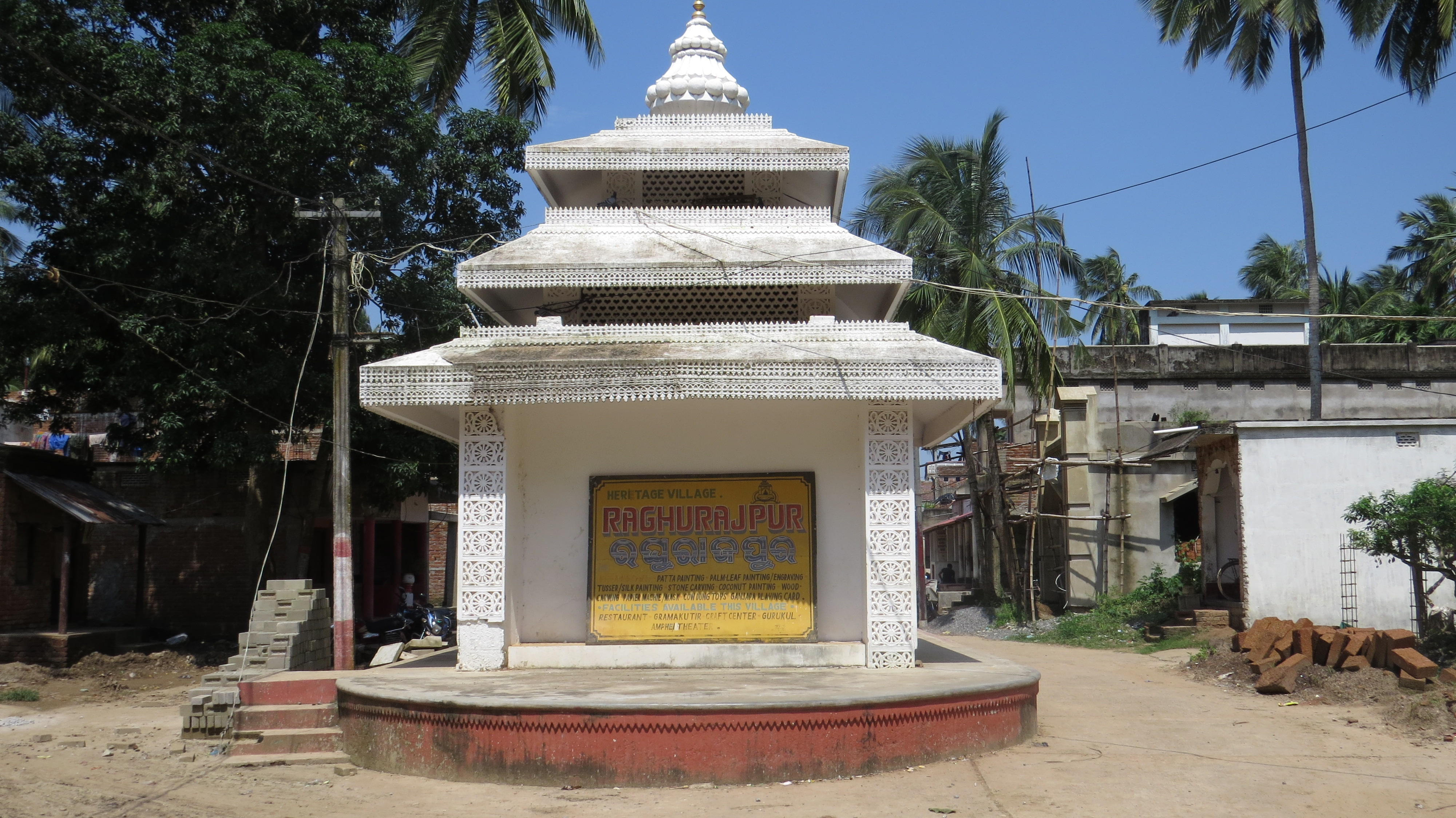
Entrée de Raghurajpur

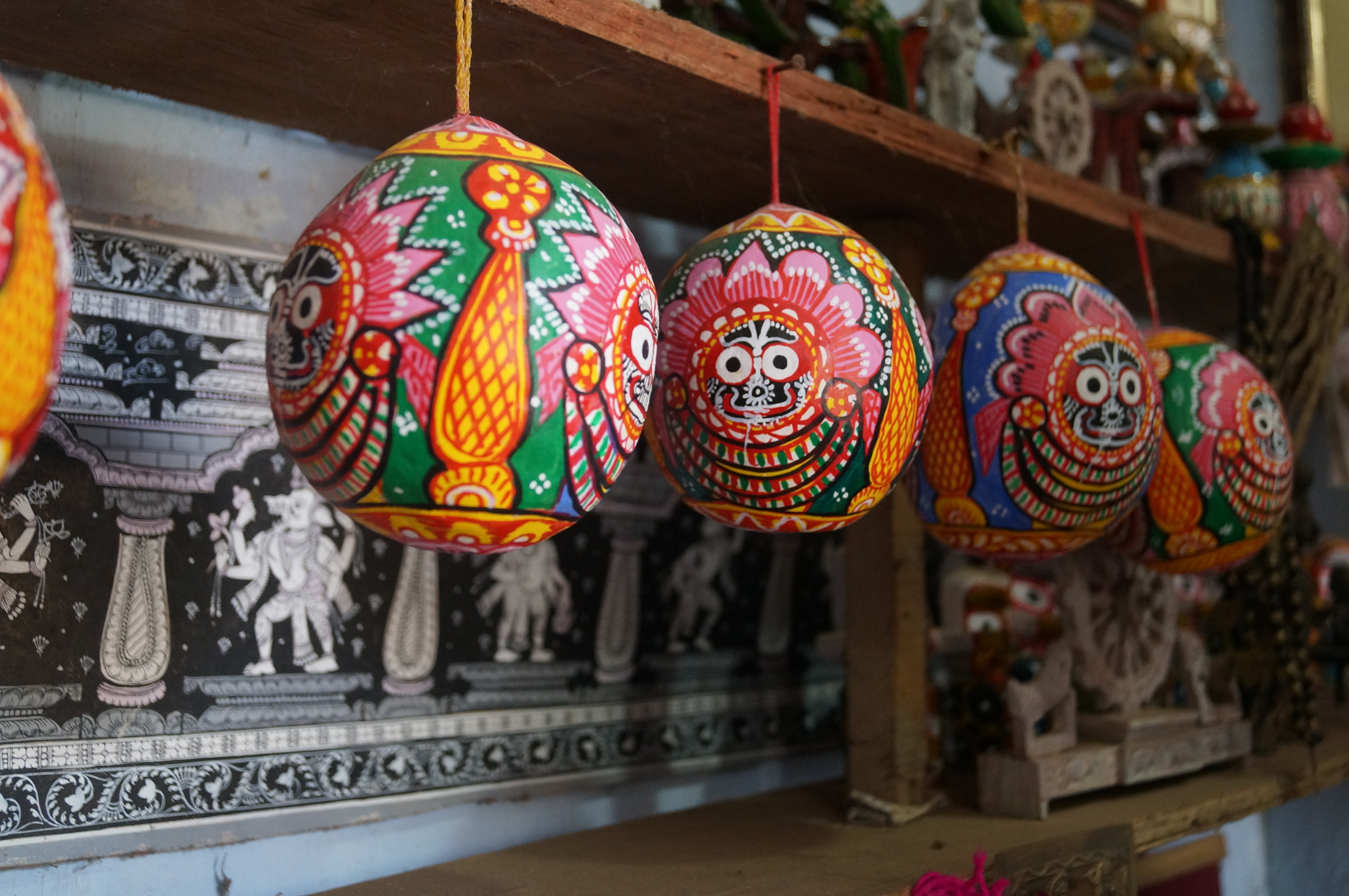
Peintures de Jagannath sur des noix de bétel à Raghurajpur

En 2000, après un projet de recherche et de documentation de deux ans mené par l'INTACH, le village est choisi pour être développé comme premier village du patrimoine d'Odisha et développé comme village d'artisanat du patrimoine ; le village a un centre d'interprétation, des œuvres d'art commandées sur les murs des maisons des artistes et une maison de repos,,.
Il a également la particularité d'être le seul endroit où est réalisée la décoration traditionnelle appelée Patas, utilisée sous le trône du Seigneur Jagannath et sur les trois chars lors du festival annuel Ratha Yatra qui a lieu dans la ville de pèlerinage de Purî, a environ 14  km, connu pour son temple de Jagannath.
Le gouvernement et d'autres parties prenantes utilisent des campagnes en ligne pour promouvoir l'art Pattachitra du village de Raghurajpur.

## Pattachitra

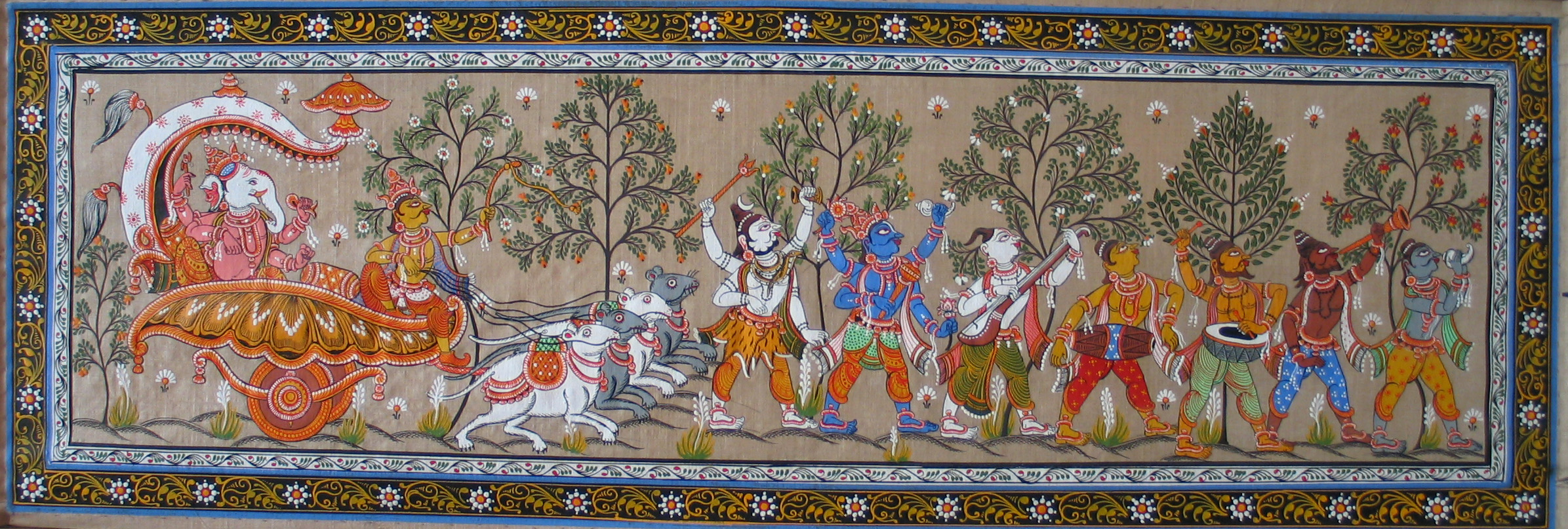
Peinture de Patta Chitra

Les peintures pattachitra sont réalisées sur un morceau de tissu appelé Patta ou une feuille de palmier séchée, qui est d'abord peinte avec un mélange de craie et de gomme. Sur la surface préparée, des images colorées et complexes de divers dieux, déesses et scènes mythologiques avec des ornements de fleurs, d'arbres et d'animaux sont ensuite peintes. Les peintures sur les saris Tussar, en particulier le Sambalpuri Saree représentant Mathura Vijay, Raslila et Ayodhya Vijay, doivent leur origine aux « peintures de Raghurajpur Pattachitra ».

## Localisation
Raghurajpur est situé à 14 à km de la ville de pèlerinage hindou de Purî, sur les rives sud de la rivière Bhargabi ou (Bhargavi).